# Tour de France für Automobile 1964
Die Tour de France für Automobile 1964 wurde als Etappenrennen für Automobile vom 11. bis 20. September in Frankreich und Italien ausgetragen. Die Veranstaltung war der 17. Wertungslauf der Sportwagen-Weltmeisterschaft dieses Jahres.

## Das Rennen
Die Tour de France für Automobile, genannt auch „Tour Auto“, wurde am 11. September in Lille gestartet und endete neun Tage später in Nizza. In Lille starteten 117 Teilnehmer, die sechs Etappen und 6060 km zurückzulegen hatten. 36 von ihnen erreichten das Ziel in Südfrankreich. Wie jedes Jahr hatten die Teilnehmer auf ihrer langen Fahrt durch Frankreich – Etappenziele waren in diesem Jahr Reims, Caen, Pau, Aurillac und Grenoble – gezeitete Wertungsprüfungen zu absolvieren. Dazu gehörten Rundstreckenrennen auf den Rennpisten von Reims, Rouen, Le Mans und erstmals Monza, sowie Bergankünfte am Col du Tourmalet, dem Mont Ventoux und dem Col de Turini.
Zum zweiten Mal war ein US-amerikanisches Werksteam am Start. Carroll Shelby schickte drei Shelby Daytonas, gefahren von Maurice Trintignant, Bob Bondurant und dem Sieger von 1962 André Simon, ins Rennen. Die 380 PS starken Coupés dominierten das Rennen, schieden aber alle Drei, nach zum Teil schweren Unfällen, auf der dritten Etappe aus. So ging der Gesamtsieg in der GT-Klasse wieder an einen Ferrari 250 GTO, diesmal gefahren von den beiden Belgiern Lucien Bianchi und Georges Berger. In der Tourenwagenklasse beendete das britische Ford-Mustang-Duo Peter Procter/Andrew Cowan die Siegesserie von Bernard Consten, der nur Dritter wurde. Die Damenwertungen gewannen Soisbault/Roure (Ferrari 250 GTO – GT-Klasse, Neunte der Gesamtwertung) und Texier/Mermod (Jaguar Mark II – Tourenwagenklasse, Sechste der Gesamtwertung).

## Ergebnisse

### Schlussklassement
| 1               | GT 3.0   | 172 | Ecurie Francorchamps      | Lucien Bianchi Georges Berger              | Ferrari 250 GTO            |  |
| 2               | GT 3.0   | 168 | Ferrari                   | Jean Guichet Michel de Bourbon-Parma       | Ferrari 250 GTO            |  |
| 3               | GT 2.0   | 160 | Claude Storez             | Robert Buchet Herbert Linge                | Porsche 904 GTS            |  |
| 4               | GT 2.0   | 159 | Porsche Systems           | Günter Klass Rolf Wütherich                | Porsche 904 GTS            |  |
| 5               | GT 2.0   | 158 | Porsche France            | Christian Poirot Claude Marbaque           | Porsche 904 GTS            |  |
| 6               | GT 2.0   | 157 | Mille Miglia              | Edmond Meert Wim de Jonghe                 | Porsche 904 GTS            |  |
| 7               | GT 1.6   | 150 | Mediterranee              | Jean Rolland Gabriel Augias                | Alfa Romeo Giulia TZ       |  |
| 8               | T + 3.0  | 83  | Alan Mann Racing          | Peter Procter Andrew Cowan                 | Ford Mustang               |  |
| 9               | T + 3.0  | 85  | Alan Mann Racing          | Peter Harper David Pollard                 | Ford Mustang               |  |
| 10              | T + 3.0  | 75  | AGACI                     | Bernard Consten Claude Le Guezec           | Jaguar 3.8 Mk 2            |  |
| 11              | T 1.6    | 38  | Ford                      | Vic Elford David Seigle-Morris             | Ford Cortina Lotus         |  |
| 12              | T 1.6    | 40  | Autodelta                 | Fernand Masoero Jean Maurin                | Alfa Romeo Giulia TI Super |  |
| 13              | GT 3.0   | 175 | Ecurie Francorchamps      | Claude Dubois Philippe de Montaigu         | Ferrari 250 GTO            |  |
| 14              | GT 3.0   | 170 | AGACI                     | Annie Soisbault Nicole Roure               | Ferrari 250 GTO 64         |  |
| 15              | GT 1.3   | 131 | Standard-Triumph          | Rob Slotemaker Terry Hunter                | Triumph Spitfire           |  |
| 16              | GT 1.6   | 141 | Armagnac                  | Pierre Gelé Franck Lamarque                | Lotus Elan                 |  |
| 17              | T + 3.0  | 79  | PIF                       | Louisette Texier Marie-Louise Mermod       | Jaguar 3.8 Mk 2            |  |
| 18              | T 1.6    | 46  | PIF                       | Louis Chardin Bernard Pasquier             | Alfa Romeo Giulia TI Super |  |
| 19              | T 1.6    | 53  | Le Mans                   | Gérard Sevaux Mendola                      | Alfa Romeo Giulia TI Super |  |
| 20              | T 2.0    | 62  | Lorraine                  | Hugues Hazard Andre Bouly                  | Lancia Flavia Zagato       |  |
| 21              | GT 1.3   | 125 | Alpine                    | Jacques Cheinisse Claude Leblond           | Alpine A110                |  |
| 22              | T 2.0    | 56  | Ecurie Francorchamps      | Jacques Patte Francis Charlier             | Volvo 122S                 |  |
| 23              | T 3.0    | 71  | Violette Pyrenees         | Guy Clarou Madeleine Couzy                 | Alfa Romeo 2600            |  |
| 24              | GT 3.0   | 167 | Charly Müller             | Charly Müller Heini Walter                 | Ferrari 250 GT Lusso       |  |
| 25              | T 2.0    | 67  | PIF                       | Guy Verrier Lucien Pentier                 | Citroën DS19               |  |
| 26              | T 1.3    | 31  | BMC                       | John Michael Wadsworth Johnstone Syer      | Austin Mini-Cooper S       |  |
| 27              | T 2.0    | 54  | SCAN                      | Maurice van der Bruwaene Michel Boucher    | Volvo 122S                 |  |
| 28              | T 1.0    | 20  | BMC                       | Pauline Mayman Valerie Domleo              | Austin Mini-Cooper S       |  |
| 29              | T + 3.0  | 78  | Claude Storez             | Robert Dutoit Jacques Morel                | Jaguar 3.8 Mk 2            |  |
| 30              | T 1.3    | 29  | Violette Pyrenees         | Michel Castaing Jacques Chambon            | Austin Mini-Cooper S       |  |
| 31              | T 1.0    | 7   | PIF                       | Pierre Lelong Raymond Hibon                | Panhard 24CT               |  |
| 32              | T 2.0    | 57  | Armagnac                  | Bernard Le Pelletier Philippe Gardinier    | Volvo 122S                 |  |
| 33              | GT 1.0   | 103 | AGACI                     | Claude Levasseur Jean-Marie Sachet         | Alpine A108                |  |
| 34              | GT 1.0   | 111 | AGACI                     | José Behra Pierre Landereau                | NSU Prinz                  |  |
| 35              | GT 1.0   | 117 | AGACI                     | Branko Stoikovitch Jean-Jacques Eisenbach  | Alpine A108                |  |
| 36              | GT 1.0   | 109 | CSAN                      | Robert Yschard Christian Cuttica           | NSU Prinz                  |  |
| Disqualifiziert |          |     |                           |                                            |                            |  |
| 37              | T + 3.0  | 82  | Alan Mann Racing          | Bo Ljungfeldt Fergus Sager                 | Ford Mustang               |  |
| 38              | GT 3.0   | 176 | Maranello Concessionaires | David Piper Jo Siffert                     | Ferrari 250 GTO/64         |  |
| Ausgefallen     |          |     |                           |                                            |                            |  |
| 39              | T 1.0    | 18  | BMC                       | Timo Mäkinen Paul Easter                   | Austin Mini-Cooper S       |  |
| 40              | T 1.0    | 19  | BMC                       | Paddy Hopkirk Henry Liddon                 | Austin Mini-Cooper S       |  |
| 41              | T 1.3    | 34  | Loire                     | Serge Lelong Dominique Bouniol             | Austin Mini-Cooper S       |  |
| 42              | T + 3.0  | 84  | Ford France               | Henri Greder Martial Delalande             | Ford Mustang               |  |
| 43              | GT 1.0   | 101 | CSAN                      | Fernand Ancelin Lucien Dejardin            | NSU Sport Prinz            |  |
| 44              | GT 1.3   | 127 | Alpine                    | Mauro Bianchi Michel Gauvain               | Alpine A110                |  |
| 45              | GT 1.3   | 129 | Standard-Triumph          | Jean-Jacques Thuner Jean Gretener          | Triumph Spitfire           |  |
| 46              | T 1.0    | 6   | AGACI                     | Jacques Bigrat Jean-Pierre Rousseau        | Panhard 24CT               |  |
| 47              | T 1.3    | 23  | BMC                       | Geoffrey Mabbs John Davenport              | Austin Mini-Cooper S       |  |
| 48              | T 1.3    | 25  | AGACI                     | Christina Boulay Jean-François Piot        | Glas 1204TS                |  |
| 49              | T 1.3    | 27  | AGACI                     | Alain Reille Bruno D'Armaille              | Austin Mini-Cooper S       |  |
| 50              | T 1.6    | 36  | Bokkenrijders             | Gilbert Staepelaere Maurice Celis          | Ford Cortina               |  |
| 51              | T 1.6    | 41  | Mediterranee              | Therese Mahieuw Ginette Derolland          | Alfa Romeo Giulia TI Super |  |
| 52              | T 1.6    | 44  | Val de Loire              | Lionel Raudet Germaine Raudet              | Alfa Romeo Giulia TI Super |  |
| 53              | T 2.0    | 63  | Fiorenzo Genta            | Fiorenzo Genta Paolo Renier                | Lancia Flavia Zagato       |  |
| 54              | T 3.0    | 72  | PIF                       | Georges Alexandrovitch Roger Campuzan      | Alfa Romeo 2600            |  |
| 55              | T 3.0    | 73  | Lancia                    | Giorgio Pianta Carlo Facetti               | Lancia Flaminia            |  |
| 56              | T + 3.0  | 77  | AGACI                     | Claude Bobrowski Henry Morrogh             | Jaguar 3.8 Mk 2            |  |
| 57              | GT 1.0   | 102 | Claude Laurent            | Claude Laurent Jacques Marché              | DKW F 11                   |  |
| 58              | GT 1.0   | 104 | Alsace                    | Alfred Krause Dominique Thiry              | Alpine A108                |  |
| 59              | GT 1.0   | 106 | Val de Loire              | Jacky Coolen Leon Peyresaubes              | DKW F 12                   |  |
| 60              | GT 1.0   | 112 | CSAN                      | Paul Flament Gilles Flament                | NSU Prinz                  |  |
| 61              | GT 1.0   | 113 | Maine                     | Yves Breteau Jean Mésange                  | Alpine A108                |  |
| 62              | GT 1.0   | 114 | AGACI                     | Jean-Francois Gerbault Philippe Gerbault   | Alpine A108                |  |
| 63              | GT 1.3   | 120 | René Bonnet               | Jean-Claude Rudaz Jean-Jacques Pagnon      | René Bonnet Djet           |  |
| 64              | GT 1.3   | 121 | Alpine                    | Jacques Féret Guy Monraisse                | Alpine A110                |  |
| 65              | GT 1.3   | 136 | Mediterranee              | Michel Billard Pierre Massenez             | Alfa Romeo Giulietta SZ    |  |
| 66              | GT 1.3   | 139 | Equipe Nationale Belge    | Henri Quernette Andre Monbaerts            | Lotus Elan                 |  |
| 67              | GT 1.6   | 142 | Autodelta                 | Jean Hébert Georges Burggraff              | Alfa Romeo Giulia TZ       |  |
| 68              | GT 2.0   | 153 | BMC                       | Andrew Hedges John Sprinzel                | MGB                        |  |
| 69              | GT 2.0   | 154 | Mediterranee              | Alain Finkel Jean-Pierre Barailler         | Abarth-Simca 2000GT        |  |
| 70              | GT 2.0   | 155 | Scuderia Filipinetti      | Herbert Müller Michel Weber                | Porsche 904 GTS            |  |
| 71              | GT 3.0   | 171 | AGACI                     | Sylvain Garant Jacques Lanners             | Ferrari 250 GTO            |  |
| 72              | T 1.0    | 4   | Leman                     | Claude Ballot-Léna Philippe de Henning     | Fiat-Abarth 850TC          |  |
| 73              | T 1.0    | 9   | Dragon                    | Emile Holvoet Claude Collaer               | DKW F12                    |  |
| 74              | T 1.3    | 28  | Vita Foam                 | Rupert Jones John Clegg                    | Austin Mini-Cooper S       |  |
| 75              | T 1.3    | 30  | BMC                       | Rauno Aaltonen John Tony Ambrose           | Austin Mini-Cooper S       |  |
| 76              | T 1.3    | 33  | Mediterranee              | Paul Justamond Henri-Bernard Zubléna       | Austin Mini-Cooper S       |  |
| 77              | T 1.6    | 37  | Ford                      | Henry Taylor Brian Melia                   | Ford Cortina Lotus         |  |
| 78              | T 1.6    | 42  | Jolly Club                | Andrea de Adamich Carlo Scarambone         | Alfa Romeo Giulia TI Super |  |
| 79              | T 1.6    | 45  | Val de Loire              | Jean Blanchet Michel Fougeray              | Alfa Romeo Giulia TI Super |  |
| 80              | T 2.0    | 58  | Noire                     | Henri Perrier Georges Harris               | Volvo 122S                 |  |
| 81              | T 2.0    | 60  | PIF                       | René Trautmann Marc Gentil                 | Lancia Flavia Zagato       |  |
| 82              | T 2.0    | 65  | BMW                       | Paul Metternich Wittigo von Einsiedel      | BMW 1800 Ti                |  |
| 83              | GT 1.0   | 105 | Maine                     | Daniel Lenoble Bernard Tramont             | Alpine A108                |  |
| 84              | GT 1.0   | 107 | AGACI                     | Raymond Pontier “Freddy”                   | Simca 900SA Bertone        |  |
| 85              | GT 1.0   | 110 | CSAN                      | Stanislas Motte Georges Bertelotti         | NSU Prinz                  |  |
| 86              | GT 1.0   | 116 | Chouans                   | Philippe Praud Gerard Sorin                | René Bonnet Djet           |  |
| 87              | GT 1.3   | 122 | Mediterranee              | Robert Wybo Jean-Francois Serpentier       | Alpine A110                |  |
| 88              | GT 1.6   | 147 | Scuderia Sant Ambroeus    | Sergio Pedretti Bruno Deserti              | Alfa Romeo Giulia TZ       |  |
| 89              | GT 1.6   | 149 | Noire                     | Eliane Mondolini Simone Petit              | Porsche 356 Carrera        |  |
| 90              | GT 2.0   | 152 | PIF                       | „Allemont“ Henri Nicolleau                 | MGB                        |  |
| 91              | GT 3.0   | 173 | Fernand Tavano            | Fernand Tavano Marcel Martin               | Ferrari 250 GTO            |  |
| 92              | GT + 3.0 | 186 | Ford France               | André Simon Maurice Dupeyron               | Shelby Cobra Daytona Coupe |  |
| 93              | GT + 3.0 | 187 | Shelby American           | Bob Bondurant Jochen Neerpasch             | Shelby Cobra Daytona Coupe |  |
| 94              | GT + 3.0 | 188 | Ford France               | Maurice Trintignant Bernard de Saint-Auban | Shelby Cobra Daytona Coupe |  |
| 95              | T 1.0    | 5   |                           | Jean-Georges Branche Robert Jullien        | Fiat-Abarth 850TC          |  |
| 96              | T 1.6    | 48  | Equipe Nationale Belge    | Georges Hacquin Jean-Marie Lagae           | Alfa Romeo Giulia TI Super |  |
| 97              | T 2.0    | 61  | PIF                       | Claudine Bouchet Marie-Claude Charmasson   | Lancia Flavia Zagato       |  |
| 98              | T 2.0    | 68  | PIF                       | Jean-Claude Ogier Lucette Pointet          | Citroën DS19               |  |
| 99              | T 3.0    | 70  | Val de Loire              | André Chollet Bernard Lamonerie            | Alfa Romeo 2600            |  |
| 100             | GT 1.0   | 108 | AGACI                     | Jean-Louis Marnat “Ventu”                  | Austin Mini-Cooper S       |  |
| 101             | GT 1.0   | 117 | René Bonnet               | Philippe Farjon Francois Pasquier          | René Bonnet Djet           |  |
| 102             | GT 1.3   | 118 | René Bonnet               | Robert Bouharde Emmanuel Charboneaux       | René Bonnet Djet           |  |
| 103             | GT 1.3   | 119 | René Bonnet               | Roland Charrière Georges Bonnet            | René Bonnet Djet           |  |
| 104             | GT 1.3   | 123 | PIF                       | Robert Tixador Andre Percher               | Alpine A110                |  |
| 105             | GT 1.3   | 132 | Stirling Moss             | Valerie Pirie Anita Taylor                 | Triumph Spitfire           |  |
| 106             | GT 1.6   | 145 | Scuderia Sant Ambroeus    | Giampiero Biscaldi Edgar Berney            | Alfa Romeo Giulia TZ       |  |
| 107             | GT 2.0   | 163 | Jacques Rey               | Jacques Rey Jean-Pierre Hanrioud           | Porsche 904 GTS            |  |
| 108             | GT 3.0   | 165 | AGACI                     | Robert Jegge Alain Rouquette               | Mercedes-Benz 230 SL       |  |
| 109             | GT + 3.0 | 189 | AGACI                     | Jean Vincent Gerard Faget                  | Shelby Cobra               |  |
| 110             | T 1.0    | 17  | Weber Racing              | Robert Buchanan-Michaelson Alan Hutcheson  | Austin Mini-Cooper S       |  |
| 111             | T 1.6    | 50  | PIF                       | Michel Nicol Jean Py                       | Alfa Romeo Giulia TI Super |  |
| 112             | T 2.0    | 64  | Bourgogne                 | Jean Laroche Pierre Labet                  | BMW 1800 Ti                |  |
| 113             | T + 3.0  | 76  | AGACI                     | François Bichat Michel Bourjade            | Jaguar 3.8 Mk 2            |  |
| 114             | T + 3.0  | 88  | Gawaine Baillie           | Gawaine Baillie Peter Jopp                 | Ford Galaxie               |  |
| 115             | GT 1.3   | 130 | Standard-Triumph          | William Bradley Roy Fidler                 | Triumph Spitfire           |  |
| 116             | GT 1.3   | 135 | Atlantique                | Lucien Barthe Guy Flayac                   | Abarth-Simca 1300 Bialbero |  |
| 117             | GT 1.6   | 138 | AGACI                     | René Richard Bernard Lagier de Giuseppe    | Lotus Elan                 |  |

### Nur in der Meldeliste
Hier finden sich Teams, Fahrer und Fahrzeuge, die ursprünglich für das Rennen gemeldet waren, aber aus den unterschiedlichsten Gründen daran nicht teilnahmen.
| Pos. | Klasse   | Nr. | Team                   | Fahrer                                     | Chassis                    |
| ---- | -------- | --- | ---------------------- | ------------------------------------------ | -------------------------- |
| 118  | GT 1.3   |     |                        | José Rosinski Henri Grandsire              | Alpine A110                |
| 119  | T 1.6    |     |                        | Gayte                                      | Alfa Romeo Giulia TI Super |
| 120  | T 1.3    |     |                        | Paul Condrillier Binda                     | Glas 1204TS                |
| 121  | T 1.3    |     | Alpine                 | Pierre Orsini                              | Alpine A110                |
| 122  | GT 1.0   |     |                        | Mario Poltronieri Quarin                   | Fiat-Abarth 700            |
| 123  | T 3.0    |     |                        | Sergio Bettoja Gianni Bulgari              | Mercedes-Benz 300 SE       |
| 124  | T 1.6    |     |                        | Jean-Claude Vidilles Jean Thépenier        | Alfa Romeo Giulia TI Super |
| 125  | T 1.3    |     |                        | Francis Tomas Michel Gamet                 | Austin Mini-Cooper S       |
| 126  | GT 1.6   | 39  | Barcelone              | Salvador Fabregas Juan Fernández           | Alfa Romeo Giulia TI Super |
| 127  | T 2.0    | 66  | PIF                    | Henri Marang Jean-Paul Joly                | Citroën DS19               |
| 128  | T + 3.0  | 87  | Pius Zünd              | Pius Zünd Federico Karrer                  | Chevrolet Impala           |
| 129  | GT 1.6   | 148 |                        | Christiane Petit Francois Quesnel          | Alfa Romeo Giulia TZ       |
| 130  | GT 2.0   | 161 | Porsche System         | Edgar Barth                                | Porsche 904 GTS            |
| 131  | GT 2.0   | 162 |                        | Jacques Dewez Jean Kerguen                 | Porsche 904 GTS            |
| 132  | GT 2.0   | 164 | AGACI                  | Guy Savoye “Mandro”                        | Morgan Plus 4              |
| 133  | GT 3.0   | 169 | Ecurie Francorchamps   | Gérard Langlois van Ophem Gustave Gosselin | Ferrari 250 GTO            |
| 134  | GT 3.0   | 174 |                        | Edgar Berney Jean-Pierre Favre             | Ferrari 250 GTO            |
| 135  | GT 3.0   | 177 | Scuderia Sant Ambroeus | Ludovico Scarfiotti Giampiero Biscaldi     | Ferrari 250 GTO/64         |
| 136  | GT + 3.0 | 185 | Magny-Cours            | Guy Ligier Henry Morrogh                   | Shelby Cobra               |

### Klassensieger
| Klasse   | Fahrer                  | Fahrer              | Fahrzeug             | Platzierung im Gesamtklassement |
| -------- | ----------------------- | ------------------- | -------------------- | ------------------------------- |
| GT + 3.0 | kein Teilnehmer im Ziel |                     |                      |                                 |
| GT 3.0   | Lucien Bianchi          | Georges Berger      | Ferrari 250 GTO      | Gesamtsieg                      |
| GT 2.0   | Robert Buchet           | Herbert Linge       | Porsche 904 GTS      | Rang 3                          |
| GT 1.6   | Jean Rolland            | Gabriel Augias      | Alfa Romeo Giulia TZ | Rang 7                          |
| GT 1.3   | Rob Slotemaker          | Terry Hunter        | Triumph Spitfire     | Rang 15                         |
| GT 1.0   | Claude Levasseur        | Jean-Marie Sachet   | Alpine A108          | Rang 33                         |
| T + 3.0  | Peter Procter           | Andrew Cowan        | Ford Mustang         | Rang 8                          |
| T 3.0    | Guy Clarou              | Madeleine Couzy     | Alfa Romeo 2600      | Rang 23                         |
| T 2.0    | Hugues Hazard           | Andre Bouly         | Lancia Flavia Zagato | Rang 20                         |
| T 1.6    | Vic Elford              | David Seigle-Morris | Ford Cortina Lotus   | Rang 11                         |
| T 1.3    | John Michael Wadsworth  | Johnstone Syer      | Austin Mini-Cooper S | Rang 26                         |
| T 1.0    | Pauline Mayman          | Valerie Domleo      | Austin Mini-Cooper S | Rang 28                         |

### Renndaten
- Gemeldet: 136
- Gestartet: 117
- Gewertet: 36
- Rennklassen: 12
- Zuschauer: unbekannt
- Wetter am Renntag: Regen ab Pau
- Streckenlänge: unbekannt
- Fahrzeit des Siegerteams: unbekannt
- Gesamtrunden des Siegerteams: keine
- Gesamtdistanz des Siegerteams: 6060,000 km
- Siegerschnitt: unbekannt
- Pole Position: keine
- Schnellste Rennrunde: keine
- Rennserie: 17. Lauf der Sportwagen-Weltmeisterschaft 1964